# 埃克斯茅斯
埃克斯茅斯（英語：Exmouth）是英格蘭德文郡東部的一個海濱城鎮。在2011年，埃克斯茅斯有人口34,432人，是德文郡人口第五多的城市。